# Rigoberto Riasco
Rigoberto Riasco (Ciudad de Panamá; 11 de enero de 1953-Ciudad de Panamá; 28 de agosto de 2022) también conocido como El Pequeño Veneno, fue un boxeador y entrenador de boxeo panameño.

## Carrera deportiva
Riasco debutó profesionalmente el 25 de agosto de 1968 con un empate a cuatro asaltos con Carlos Mendoza y después de ganar el campeonato nacional de peso pluma, se enfrentó a Alexis Argüello, quien lo derrotó con un nocaut técnico en el segundo asalto.
Luego de su derrota, venció al invicto Luis Ávila y al puertorriqueño Santos Luis Rivera, quienes lo habían noqueado en la primera ronda en Puerto Rico. Esas victorias le valieron la oportunidad de luchar por el recién creado cinturón de campeón del Consejo Mundial de Boxeo.
El 3 de abril de 1976, Riasco derrotó al keniano Waruinge Nakayama por los títulos de peso supergallo del CMB y lineal. Hizo dos defensas exitosas contra Livio Nolasco y Dong Kyun Yum antes de perder su cinturón en su tercera defensa contra el japonés Royal Kobayashi en Tokio el 9 de octubre de 1976.
Anunció su retiro en 1981, pero regresó más tarde. Luego de tres derrotas consecutivas, Riasco anunció oficialmente su retiro en 1982. Se fue con un récord de 29 victorias con 13 KOs, 9 derrotas y 4 empates.
Como entrenador instruyó al excampeón mundial Carlos "El Púas" Murillo, Evangelio Pérez y Miguel Callist.

## Récord profesional
| No. | Re. | Record     | Oponente           | Tipo | Asalto  | Fecha      | Locación                                                   | Notas |
| --- | --- | ---------- | ------------------ | ---- | ------- | ---------- | ---------------------------------------------------------- | --- |
| 40  | D   | 26–9–4 (1) | Mario Miranda      | KO   | 4 (12)  | 19/03/1982 | Plaza de Toros de Cartagena de Indias, Cartagena, Colombia | Por el título de peso pluma Continental de las Américas del CMB |
| 39  | D   | 26–8–4 (1) | Carlos Núñez       | DQ   | 9 (10)  | 16/01/1982 | Gimnasio Nuevo Panamá, Ciudad de Panamá , Panamá           | |
| 38  | D   | 26–7–4 (1) | Il Yang            | PTS  | 10      | 19/12/1981 | Seúl, Corea del Sur                                        | |
| 37  | G   | 26–6–4 (1) | José Santana       | PTS  | 10      | 15/08/1981 | Gimnasio Nuevo Panamá, Ciudad de Panamá, Panamá            | |
| 36  | G   | 25–6–4 (1) | Pascual Patterson  | MD   | 10      | 25/07/1981 | Gimnasio Neco de la Guardia, Ciudad de Panamá, Panamá      | |
| 35  | D   | 24–6–4 (1) | Royal Kobayashi    | KO   | 8 (15)  | 9/10/1976  | Kokugikan, Tokio, Japón                                    | Pierde el título de peso supergallo del CMB |
| 34  | G   | 24–5–4 (1) | Yum Dong-kyun      | SD   | 15      | 01/08/1976 | Busan Stadium, Busan, Corea del Sur                        | Retiene el título de peso supergallo del Consejo Mundial de Boxeo Según los informes, el árbitro Rosadilla fue agredido después de la pelea y obligado a revertir su decisión para favorecer a Yum. |
| 33  | G   | 23–5–4 (1) | Livio Nolasco      | TKO  | 10 (15) | 12/06/1976 | Estadio Flor de Cana, Granada, Nicaragua                   | Retiene el título de peso súper gallo del CMB |
| 32  | G   | 22–5–4 (1) | Waruinge Nakayama  | RTD  | 8 (15)  | 03/04/1976 | Estadio Flor de Cana, Granada, Nicaragua                   | Gana el título inaugural de peso supergallo del CMB |
| 31  | G   | 21–5–4 (1) | Santos Luis Rivera | TKO  | 7 (10)  | 15/11/1975 | Estadio Flor de Cana, Granada, Nicaragua                   | |
| 30  | G   | 20–5–4 (1) | Luis Ávila         | UD   | 12      | 23/08/1975 | Estadio Flor de Cana, Granada, Nicaragua                   | Retiene el título de peso pluma panameño |
| 29  | D   | 19–5–4 (1) | Alexis Argüello    | TKO  | 2 (15)  | 21/05/1975 | Estadio Flor de Cana, Granada, Nicaragua                   | Por el título de peso pluma de la AMB |
| 28  | G   | 19–4–4 (1) | Raul Silva         | TKO  | 10 (10) | 09/03/1975 | Gimnasio Orlando Winter, Ciudad de Panamá, Panamá          | |
| 27  | G   | 18–4–4 (1) | Néstor Herrera     | TKO  | 1 (?)   | 19/02/1975 | Caracas, Venezuela                                         | |
| 26  | G   | 17–4–4 (1) | Renán Marota       | UD   | 10      | 25/01/1975 | Gimnasio Nuevo Panamá, Ciudad de Panamá, Panamá            | |
| 25  | G   | 16–4–4 (1) | Flipper Uehara     | PTS  | 10      | 21/10/1974 | Korakuen Hall, Tokio, Japón                                | |
| 24  | E   | 15–4–4 (1) | Sanjo Takemori     | PTS  | 10      | 24/06/1974 | Tokio, Japón                                               | |
| 23  | G   | 15–4–3 (1) | Jesús Estrada      | TKO  | 4 (10)  | 11/05/1974 | Monterrey, Nuevo León, México                              | |
| 22  | G   | 14–4–3 (1) | Kid Clay           | PTS  | 10      | 02/03/1974 | Gimnasio Nuevo Panamá, Ciudad de Panamá, Panamá            | |
| 21  | G   | 13–4–3 (1) | Rafael Ortega      | UD   | 12      | 15/12/1973 | Gimnasio Nuevo Panamá, Ciudad de Panamá, Panamá            | Retiene el título de peso pluma panameño |
| 20  | G   | 12–4–3 (1) | Vicente Blanco     | TKO  | 6 (10)  | 14/09/1973 | Gimnasio Neco de la Guardia, Ciudad de Panamá, Panamá      | |
| 19  | D   | 11–4–3 (1) | Santos Luis Rivera | KO   | 1 (10)  | 04/08/1973 | Coliseo Roberto Clemente, San Juan, Puerto Rico            | |
| 18  | G   | 11–3–3 (1) | Leonel Hernández   | UD   | 10      | 02/06/1973 | Gimnasio Nuevo Panamá, Ciudad de Panamá, Panamá            | |
| 17  | G   | 10–3–3 (1) | José Angel Herrera | SD   | 10      | 03/05/1973 | Olympic Auditorium, Los Angeles, California, EE UU         | |
| 16  | G   | 9–3–3 (1)  | Miguel Espinosa    | PTS  | 10      | 18/11/1972 | Gimnasio Nuevo Panamá, Ciudad de Panamá, Panamá            | |
| 15  | G   | 8–3–3 (1)  | Enrique Alonso     | KO   | 4 (12)  | 28/10/1972 | Gimnasio Nuevo Panamá, Ciudad de Panamá, Panamá            | Gana el título vacante de peso pluma de Panamá |
| 14  | G   | 7–3–3 (1)  | Alberto Herrera    | TKO  | 5 (10)  | 18/08/1972 | Guayaquil, Ecuador                                         | |
| 13  | D   | 6–3–3 (1)  | Enrique Alonso     | UD   | 10      | 29/04/1972 | Arena de Colón, Ciudad de Colón, Panamá                    | |
| 12  | D   | 6–2–3 (1)  | José Luis Meza     | UD   | 10      | 30/01/1971 | Arena México, Ciudad de México, Distrito Federal, México   | |
| 11  | G   | 6–1–3 (1)  | Francisco Amaro    | TKO  | 6 (10)  | 24/11/1970 | Frontón Palacio Jai Alai, Tijuana, Baja California, México | |
| 10  | D   | 5–1–3 (1)  | Jorge Reyes        | PTS  | 10      | 10/10/1970 | Ciudad de México, Distrito Federal, México                 | |
| 9   | G   | 5–0–3 (1)  | Humberto Arboleda  | TKO  | 3 (6)   | 24/05/1970 | Gimnasio Nuevo Panamá, Ciudad de Panamá, Panamá            | |
| 8   | G   | 4–0–3 (1)  | Carlos Mendoza     | KO   | 6 (6)   | 13/12/1969 | Arena de Colón, Ciudad de Colón, Panamá                    | |
| 7   | E   | 3–0–3 (1)  | Enrique Warren     | PTS  | 6       | 05/10/1969 | Gimnasio Neco de la Guardia, Ciudad de Panamá, Panamá      | |
| 6   | NC  | 3–0–2 (1)  | Catalino Alvarado  | NC   | 4 (6)   | 10/08/1969 | Gimnasio Neco de la Guardia, Ciudad de Panamá, Panamá      | |
| 5   | G   | 3–0–2      | Manuel Jiménez     | UD   | 4       | 02/03/1969 | Estadio Juan D. Arosemena, Ciudad de Panamá, Panamá        | |
| 4   | E   | 2–0–2      | Manuel Jiménez     | PTS  | 4       | 09/02/1969 | Gimnasio Neco de la Guardia, Ciudad de Panamá, Panamá      | |
| 3   | G   | 2–0–1      | Manuel Jiménez     | KO   | 1 (4)   | 15/12/1968 | Gimnasio Neco de la Guardia, Ciudad de Panamá, Panamá      | |
| 2   | G   | 1–0–1      | Santos Pena        | UD   | 4       | 30/11/1968 | Gimnasio Neco de la Guardia, Ciudad de Panamá, Panamá      | |
| 1   | E   | 0–0–1      | Carlos Mendoza     | PTS  | 4       | 25/08/1968 | Gimnasio Neco de la Guardia, Ciudad de Panamá, Panamá      | |

## Fallecimiento
Rigoberto Riasco falleció el 28 de agosto de 2022 en la Ciudad de Panamá. Tenía 69 años.